# Nonia belizae
Nonia belizae är en fjärilsart som beskrevs av Herbert H. Neunzig och Dow 1993. Nonia belizae ingår i släktet Nonia och familjen mott. Inga underarter finns listade i Catalogue of Life.